# Tau Beta Pi
Tau Beta Pi (ΤΒΠ ou TBP) est la plus ancienne société honorifique d'ingénierie et la deuxième plus ancienne société honorifique universitaire des États-Unis.
Fondée le 15 juin 1885 à l'université Lehigh, elle rend hommage aux étudiants en ingénierie des universités américaines qui ont démontré une réussite académique et un engagement pour l'intégrité personnelle et professionnelle.
En 2019, elle compte près de 600 000 membres.